# 糸井哲夫
糸井哲夫（いとい てつお、1933年（昭和8年）6月15日 - ）とは、栃木県芳賀郡益子町と栃木市の「益子焼」の陶芸家であり版画家である。
初期には彫刻を制作し、時には詩作も嗜んだ。
郷土である栃木市の自然や町並みを題材に版画を制作し、また「益子百態」や「益子百窯」、そして「益子真景図」などの、「民藝の町・益子」の風景や益子焼に従事する人々を題材とした版画作品で知られる。
そして2024年（令和6年）現在、「益子陶器市」の公式ポスターや公式サイトの意匠として糸井の版画作品が用いられている。

## 経歴
1933年（昭和8年）6月15日、栃木県栃木市日ノ出町に生まれる。
栃木県立栃木高等学校を卒業後、1950年（昭和25年）に、栃木市出身の版画家であり彫刻家であった、戦前は「日本プロレタリア美術家同盟」で活動し、後に益子焼の陶芸家となる村田元と交流があった、当時益子に在住していた鈴木賢二に師事し、益子町に移住、というよりは布団だけを持ち込んで益子の鈴木の家に居候をし、鈴木の下で彫刻や版画、そして陶芸を学び、創作活動を始める。
ところがその2、3年後、鈴木は今度は東京に移ってしまう。
その後も糸井は1人益子に残り、「円道寺窯」などの益子町の数件の窯元に出入りし、絵付けや釉薬掛けの手間賃で生計を立てるようになる。また見様見真似で轆轤の挽き方を覚えていき、これが実質的な陶芸との出会いとなった。
この当時から糸井は「自由美術家協会」（現・自由美術協会）の彫刻部に所属し、彫刻作品を展覧会に出品していたが、展覧会では大げさなハッタリが利いた作品が目立つようになっていき、それが糸井には合わなくなってしまった。そんな時に李朝の陶器を見た。こんなに静かな美しさがあるのか、と感じた。この時から本格的に「焼き物」の道に入っていった。
それ以来、益子を拠点にして、彫刻、版画、陶芸、詩作と様々な創作活動を続けてきた。あまりにも多様な創作活動を行うので、時には自分でも「何が本業なのかわからない」と思うこともあった。そして「益子に住む私」と題した散文を作りながら、私には本職は無い。彫刻で欧米の人間中心主義を学んで美を創ろうとし、陶芸により先人たちと自然との関わり合いを学びそこから生まれる美も知った。版画は今の社会を見つつ今の自分を思いながら彫る。そして詩作は自分の心のメモである、と、自分自身について思索し問いかけた。
「益子焼窯元共販センター」の裏手にあった戸上実の窯元や、他にも様々な益子の窯元や作陶された作品を見ていたので、益子焼の良さがわかるようになっていった。そして5、10年と経つ内に、糸井も焼き物全般の仕事を覚えていった。そして1974年（昭和49年）にようやく益子町に築窯し、自分の三室の登り窯を持ち独立した。
「栃木県窯業指導所」（現在の「栃木県産業技術支援センター 窯業技術支援センター」）の近所にあった「円道寺窯」のそばに登り窯と細工場を建てた。雑木林の中に季節の草花が咲き、環境が良かった。暇さえあればそれらの草花や益子の風景をスケッチし、これらが作品にも反映された。そしてその一方で、人間が、そして自らの創作活動でさえも、自然を壊す要因になっているのではないか。という恐れさえも抱くようになっていった。それでも創作を通して人と自然を描くことをやめなかった。
作陶では昔からある益子の陶土や釉薬を使い、他所のものは使わなかった。糸井の作陶作品はまさに益子の良さを生かした「益子焼」であった。
1976年（昭和51年）より制作を始めた、濱田庄司やバーナード・リーチや皆川マスや合田好道などの「益子焼の先人たち」や、益子焼の作陶の現場で働く人々を描いた版画「益子百態」や、益子焼の窯場の風景を題材とした版画「益子百窯」などを、気の向くままに彫っているのでいつ完成するかわからない、と思いながら制作していった。また濱田庄司の窯元である濱田窯や、交流を続けていた成井立歩が3代目当主となった益子焼の窯元「円道寺窯」をモチーフとした作品も制作した。立歩の弟である成井恒雄とも細工場に遊びに行くほど交流があり、恒雄が詠んだ詩作を版画作品に仕立てたこともあった。
2010年（平成22年）10月には益子町の「益子共販センター シックスギャラリー」（現在の「MCAA 6 gallery」）で展覧会を開き、益子の昔の街並みや、当時の益子町全体をモチーフにして描いたスケッチのコピーなどを披露した。そして益子焼の中心地を望み眺める風景を版画の新作である「益子真景図」を披露した。
その一方で故郷である栃木県栃木市への愛情も深く、1980年（昭和55年）には栃木市で、栃木市に流れる巴波川をモチーフとした「橋のある風景」版画展を開き話題となった。また2003年（平成15年）には、栃木市倭町に残っていた古蔵を作品展示場として改修し、同年の栃木市秋祭り期間中である11月14日から16日まで自身の版画作品を展示し公開した。
また松尾芭蕉が「奥の細道」で栃木県内を歩いた足跡を題材とした版画作品や、「万葉集」の中にある三毳山や筑波山を詠った「東歌」をモチーフとした版画作品も制作した。
2005年（平成17年）には、｢あじさい祭り｣を取りまとめる｢あじさい会｣の会長となった益子町の陶器ギャラリー｢佳乃や｣店主・小峰彰により、陶芸家であり画家であり版画家でもあった糸井哲夫に｢益子祇園祭のうちわ｣の版画絵製作が依頼され、同年の｢あじさい会｣から始まり、2006年（平成18年）には城内、2007年（平成19年）に内町、2008年（平成20年）に新町、2009年（平成21年）に田町、そして2010年（平成22年）の道祖土までの各当番町のうちわ版画絵が製作された。
晩年、80歳になった2012年（平成24年）頃には益子の家や工房をたたみ、故郷である栃木県栃木市に戻り、版画を中心に創作活動を行った。もともと作品制作依頼や取材依頼をしても面識の無い人とはなかなか会わない性分であり、まるで仙人のようだと言われることもあった。それでも依頼があれば版画を制作するなど、創作意欲はずっと旺盛であった。
この頃になると、栃木市や益子町、そして栃木県各地の観光ポスターに糸井の版画作品が用いられるようになった。その最たる例が2024年（令和6年）現在も用いられている「益子陶器市」の宣伝告知用ポスターである。